# Speedtest.net
Speedtest.netは、インターネット接続の性能を評価するスピードテストを無料で分析できるウェブ上のサービスである。2006年に Ookla が設立、ワシントン州シアトルが本拠地。
このサービスは帯域幅（速度）とレイテンシ（待ち時間、ping）を、世界の4,759地点（2016年）に分散したサーバから選択した1地点を用いて計測する。ダウンロード、アップロードのデータ転送速度を計測する。2020年1月現在、260億回以上計測された。
サイトはテスト結果に基づく統計情報も提供しており、世界中のインターネット速度の分析のために多くの出版物に使用されている。

## 歴史
Speedtest.netの所有者および運営者であるOoklaは、ITに精通した小グループによって2006年に創設。Ooklaは2014年、Ziff Davisに買収された。

## 運用ポリシーの変更
2022年2月7日に、個人名義にて計測用サーバーの運用を実施していたHuawei従業員が事実と異なる構成のサーバーをSpeedtest.netへ公開していることが発覚し、計測結果の信憑性が大きく損なわれる事態が生じた。
計測結果は世界中のインターネット速度の分析や出版物に用いられており、Speedtest.netでは計測結果の信憑性を担保するために2022年2月23日に個人名義にて運営を行う計測サーバーに対し運用ポリシーの変更が実施された。新たに変更されたポリシーでは原則として個人名義での運用を認めず、法人による運用のみを認めることで、計測結果の信憑性を担保している。
これにより、個人で運用を実施していた多くのサーバーがSpeedtest.netにより削除された。